# جیل ایرلند
 جیل ایرلند (انگلیسی: Jill Ireland؛ ۲۴ آوریل ۱۹۳۶ – ۱۸ مهٔ ۱۹۹۰) یک بازیگر سینما، و هنرپیشه اهل بریتانیا بود. او بیشتر به دلیل همکاری های مشترک (در پانزده فیلم) با همسر دومش چارلز برانسون شناخته شد.
از فیلم‌ها یا مجموعه‌های تلویزیونی که وی در آن‌ها نقش داشته است می‌توان به گذرگاه بریکهارت اشاره نمود.